# Доњи Михаљевец
Доњи Михаљевец је насељено место у саставу општине Света Марија у Међимурској жупанији, Хрватска. До територијалне реорганизације у Хрватској налазио се у саставу старе општине Чаковец.

## Становништво
На попису становништва 2011. године, Доњи Михаљевец је имао 723 становника.

## Попис1991.
На попису становништва 1991. године, насељено место Доњи Михаљевец је имало 766 становника, следећег националног састава:
| Попис 1991.‍  | Попис 1991.‍  | Попис 1991.‍ | Попис 1991.‍ | Попис 1991.‍ |
| ------------ | ------------ | ----------- | ----------- | ----------- |
|              |              |             |             |             |
| Хрвати       | Хрвати       |             | 729         | 95,16%      |
| Срби         | Срби         |             | 2           | 0,26%       |
| Муслимани    | Муслимани    |             | 1           | 0,13%       |
| Словенци     | Словенци     |             | 1           | 0,13%       |
| Чеси         | Чеси         |             | 1           | 0,13%       |
| неопредељени | неопредељени |             | 7           | 0,91%       |
| непознато    | непознато    |             | 25          | 3,26%       |
| укупно: 766  |              |             |             |             |